# Очеретянка чорноброва
Очеретя́нка чорноброва (Acrocephalus bistrigiceps) — вид горобцеподібних птахів родини очеретянкових (Acrocephalidae). Мешкає в Східній і Південно-Східній Азії.

## Опис

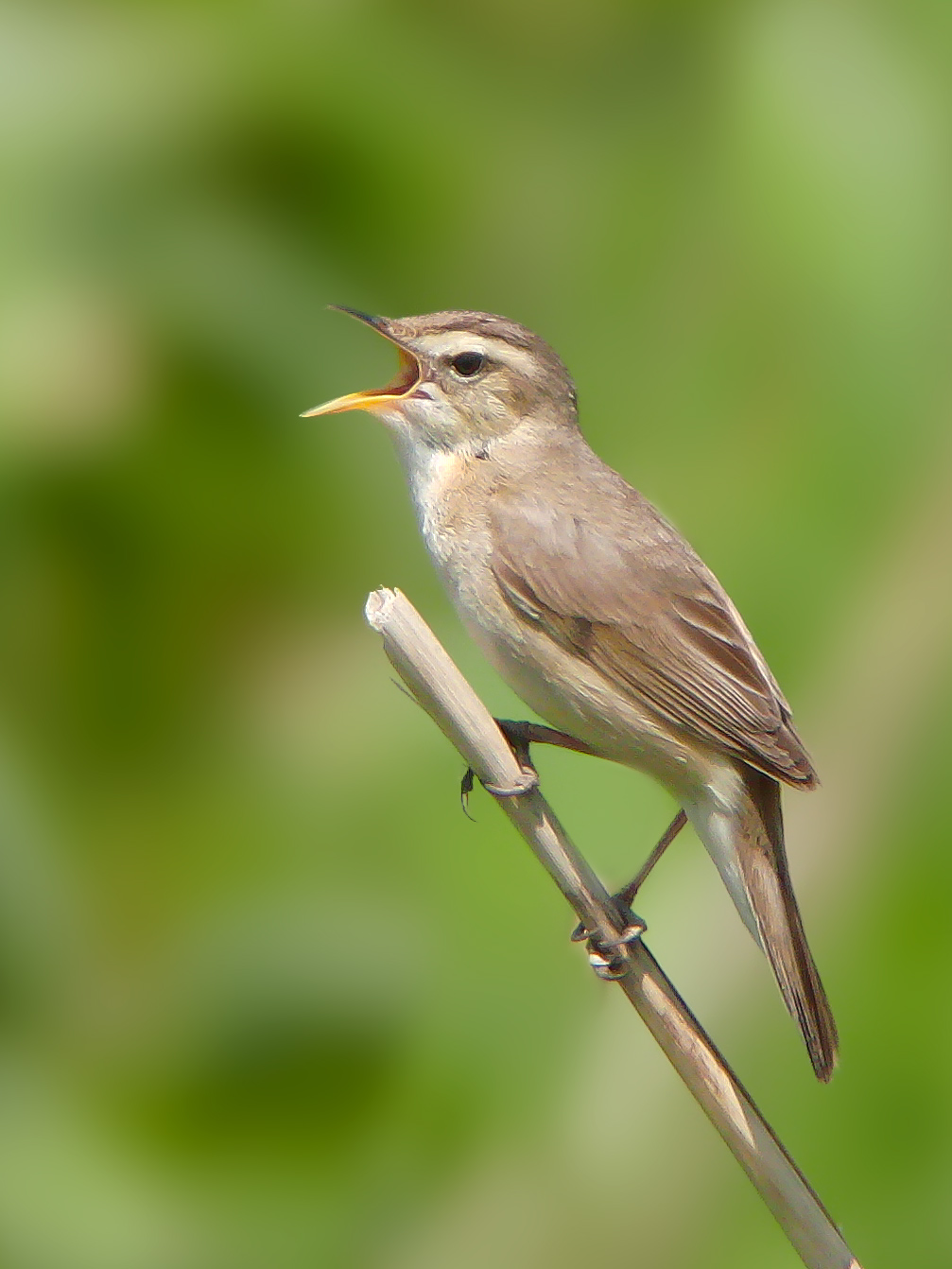
Чорноброва очеретянка

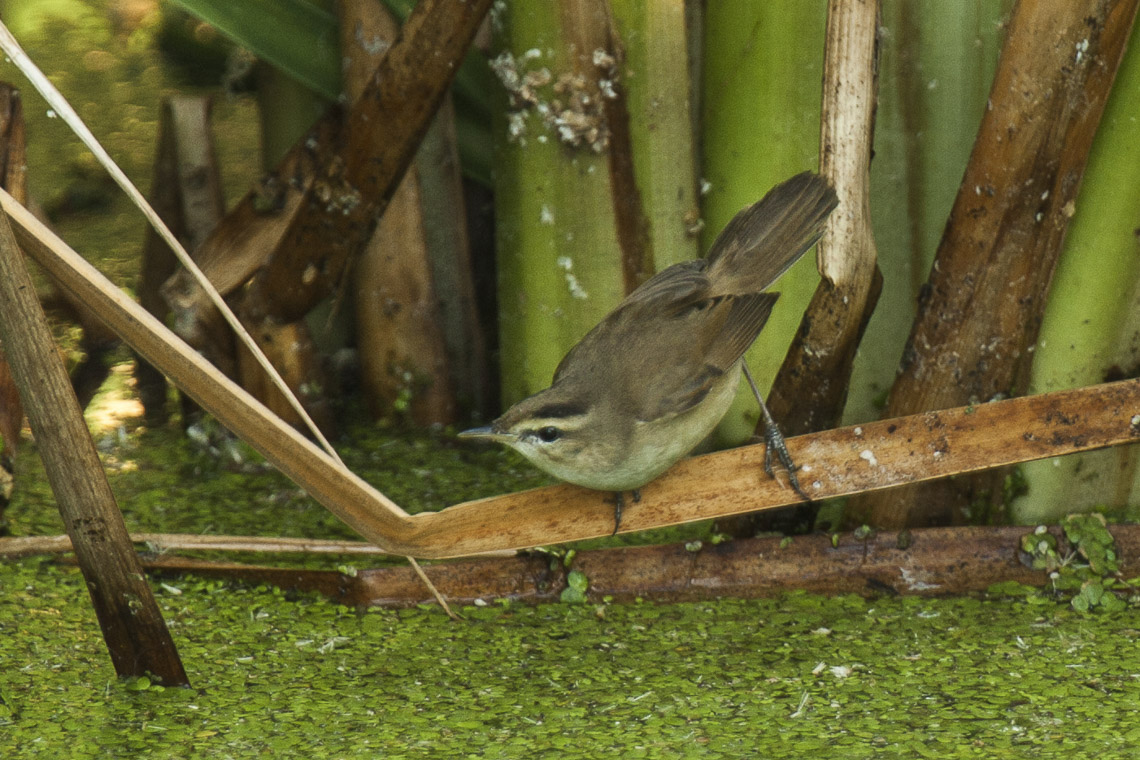
Чорноброва очеретянка

Довжина птаха становить 13-14 см, вага 7-11 г. Верхня частина тіла оливково-коричнева, нижня частина тіла білувата, боки і груди охристі або рудувато-коричневі. Над очима білі "брови". над ними помітні чорнувато-коричневі смуги. Очі темно-карі, дзьоб зверху темний, знизу світлий, лапи темно-сірі або тілесного кольору. Виду не притаманний статевий диморфізм. У молодих птахів верхня частина тіла рудувато-коричнева, боки блідіші.

## Поширення і екологія
Чорноброві очеретянки гніздяться на сході Монголії, в Приамур'ї на Далекому Сході Росії, в північно-східному і східному Китаї, в Кореї, на Сахаліні, Хоккайдо, північному Хонсю, місцями на Кюсю. Взимку вони мігрують до Південно-Східної Азії (від східної Індії до Індокитая і південного Китая та до Малайського півострова і північної Суматри). Чорноброві очеретянки живуть на луках, в очеретяних і чагарникових заростях на берегах річок і озер та на узліссях. Зустрічаються на висоті до 1500 м над рівнем моря. Живляться комахами і павуками. Сезон розмноження триває з червня по серпень. Серед чорнобрових очеретянок були зафіксовані випадки полігамії. В кладці від 4 до 6 яєць, інкубаційний період триває 13-14 днів. За пташенятами доглядають і самиці, і самці